# Cursive
Cursive är ett indieband från Omaha, Nebraska, bildat 1995 och tillhörande skivbolaget Saddle Creek Records.
Cursive spelar indierock med mycket stråkar och gitarr.

## Medlemmar
Nuvarande medlemmar
- Tim Kasher - sång, gitarr, piano (1995- )
- Matt Maginn - elbas (1995- )
- Ted Stevens - gitarr, sång (1999- )
- Cully Symington - trummor, slagverk (2009- )

Turnerande medlemmar
- Patrick Newbery - trumpet, slagverk, orgel, piano, mini moog, keyboard, synthesizer, mm. (2006- )

Tidigare medlemmar
- Steve Pedersen - gitarr (1995-1998)
- Clint Schnase - trummor, slagverk (1995-2007)
- Gretta Cohn -  cello (2001-2005)
- Nate Lepine - synthesizer, tenorsaxofon, barytonsaxofon (2007-2009)
- Matt "Cornbread" Compton - trummor, slagverk (2008-2009)

## Diskografi
Studioalbum
- 1997 – Such Blinding Stars for Starving Eyes
- 1998 – The Storms of Early Summer: Semantics of Song
- 2000 – Domestica
- 2003 – The Ugly Organ
- 2006 – Happy Hollow
- 2009 – Mama, I'm Swollen
- 2012 – I Am Gemini

Samlingsalbum
- 2005 – The Difference Between Houses and Homes

EP
- 1996 - The Disruption
- 1998 - The Icebreaker
- 1999 - Silver Scooter / Cursive
- 2001 - Burst and Bloom
- 2002 - 8 Teeth to Eat You
- 2009 - Cursive / Ladyfinger
- 2012 - The Sun and Moon

Singlar
- 1997 - Sucker and Dry
- 2001 - Small Brown Bike / Cursive
- 2003 - Art Is Hard
- 2004 - The Recluse
- 2006 - Dorothy at Forty
- 2007 - Bad Sects
- 2007 - Big Bang
- 2010 - Discovering America